# Gurba, Arad
Gurba este un sat în comuna Șicula din județul Arad, Crișana, România. La recensământul din 2002 avea o populație de 1215 locuitori. Localitatea este prima oară atestată documentar din anul 1213, când apare sub denumirea de Villa Gurba.

## Personalități
- Avram Bunaciu (1909 - 1983), jurist, demnitar comunist